# رون بهاجن
رون بهاجن (بالإنجليزية: Ron Behagen)‏ مواليد 14 يناير 1951 في نيويورك، هو لاعب كرة سلة أمريكي سابق. بدأ مسيرته الاحترافية في سنة 1973. تم اختياره من قبل فريق سكرامنتو كينغز خلال الدرافت. يبلغ طوله 6 قدم 9 بوصة (2.1 م). اعتزل اللعب في 1980.

## المسيرة الاحترافية
لعب مع سكرامنتو كينغز من سنة 1973 إلى 1975، ثم لعب مع يوتا جاز من سنة 1975 إلى 1977، ثم لعب مع أتلانتا هوكس في سنة 1977، ثم لعب مع هيوستن روكتس في سنة 1977، ثم لعب مع إنديانا بايسرز في موسم 1977–1978، ثم لعب مع ديترويت بيستونز في سنة 1978، ثم لعب مع نيويورك نيكس في سنة 1979، ثم لعب مع سكرامنتو كينغز في سنة 1979، ثم لعب مع منز سانا 1871 باسكت في موسم 1979–1980، ثم لعب مع واشنطن ويزاردز في سنة 1980.

## روابط خارجية
- رون بهاجن على موقع إن بي أي (الإنجليزية)
- رون بهاجن على موقع سبورتس رفرنس (الإنجليزية)
- رون بهاجن على موقع كلية كرة السلة في سبورتس رفرنس.كوم (الإنجليزية)
- رون بهاجن على موقع ريلجم (الإنجليزية)
- رون بهاجن على موقع بروبوليرز (الإنجليزية)